# Oncidium laeve
Oncidium laeve là một loài thực vật có hoa trong họ Lan. Loài này được (Lindl.) Beer mô tả khoa học đầu tiên năm 1854.

## Hình ảnh

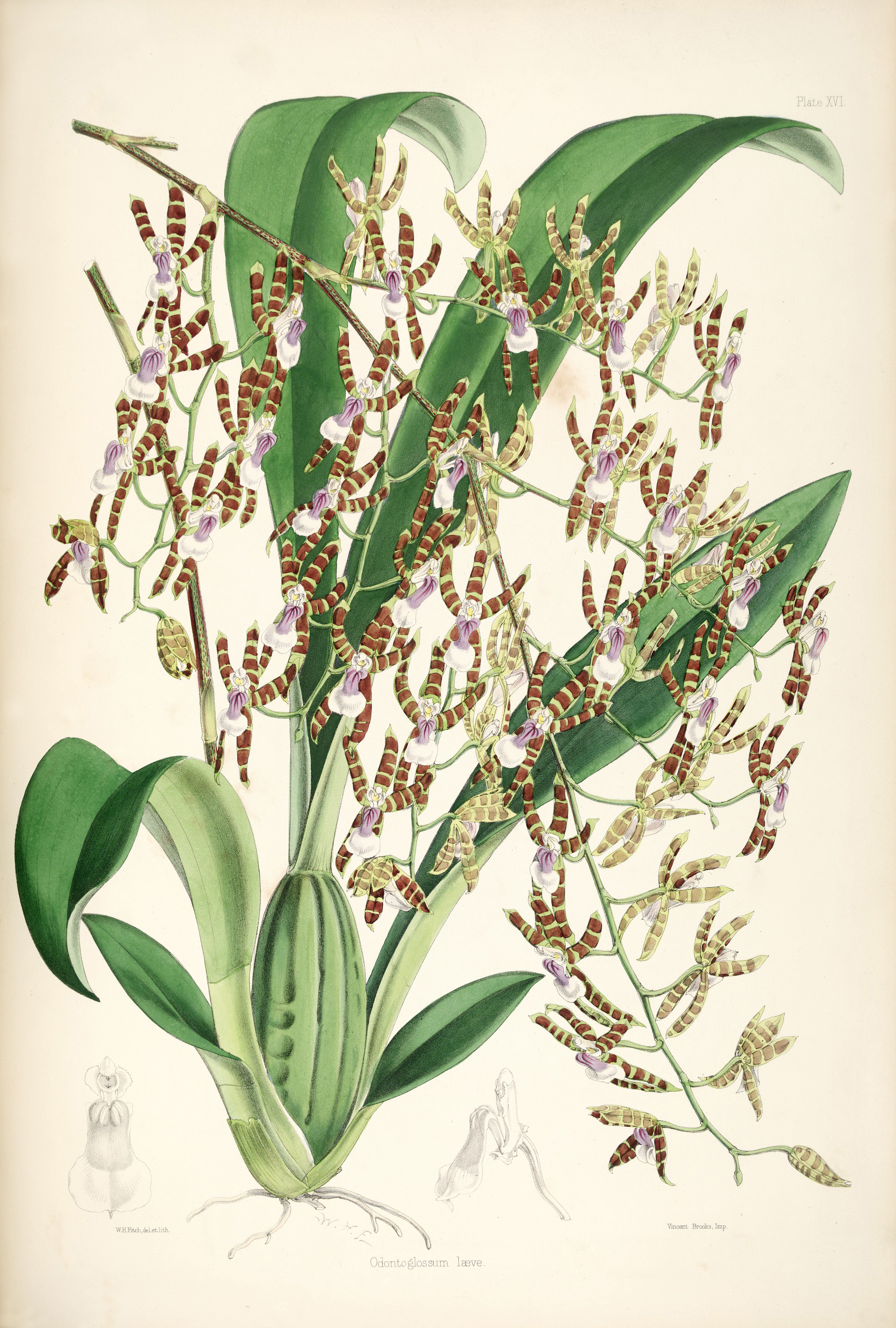
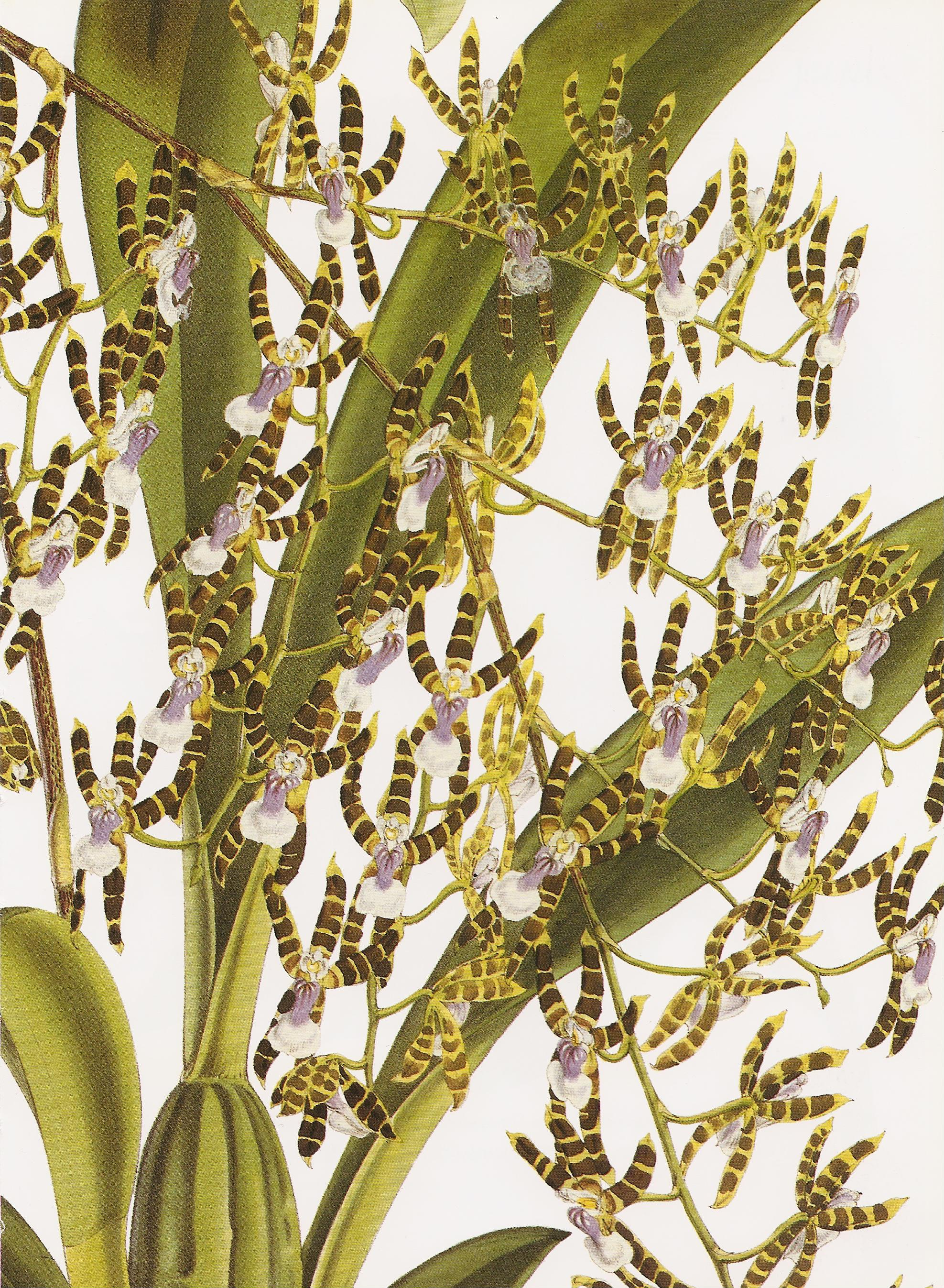
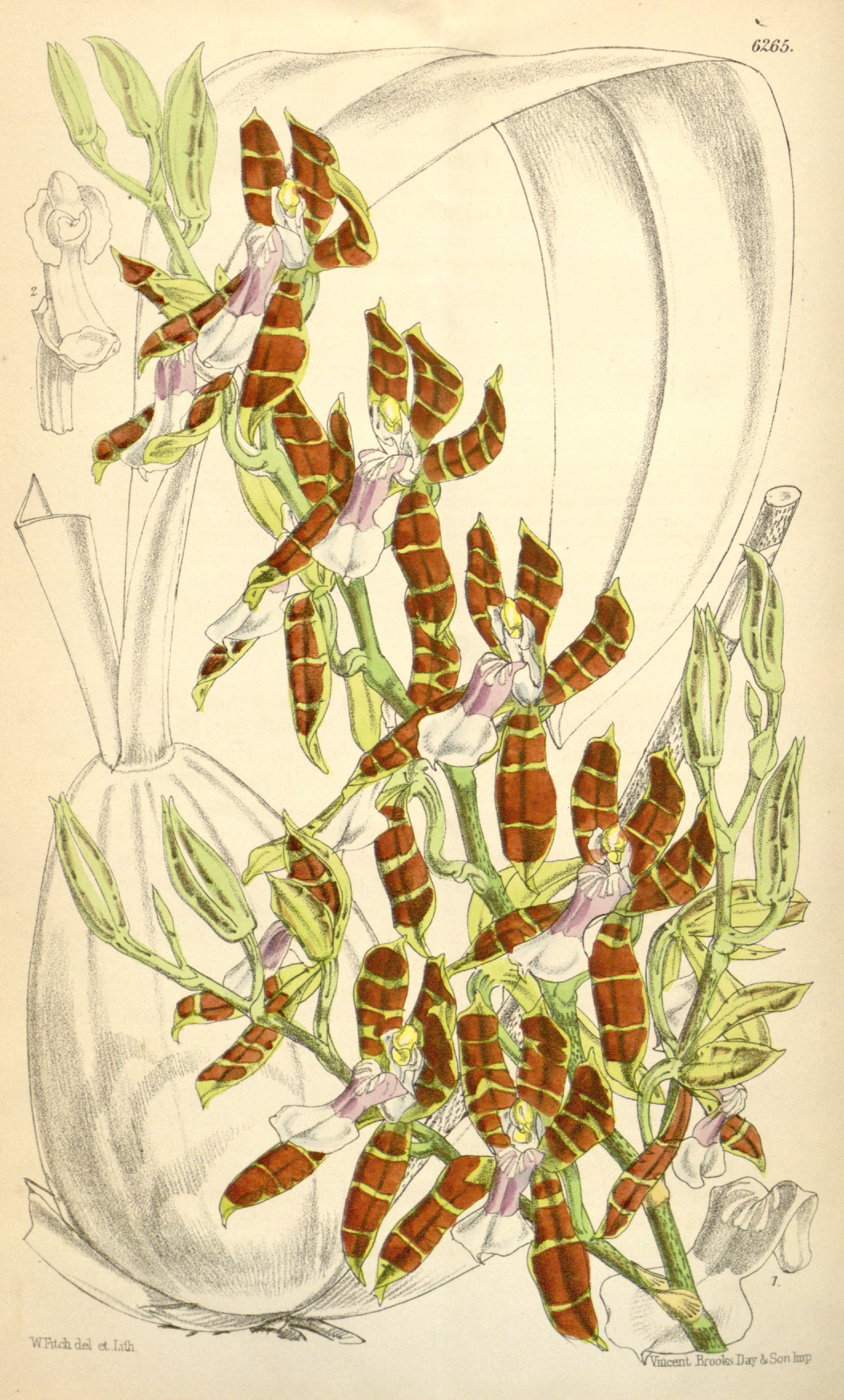
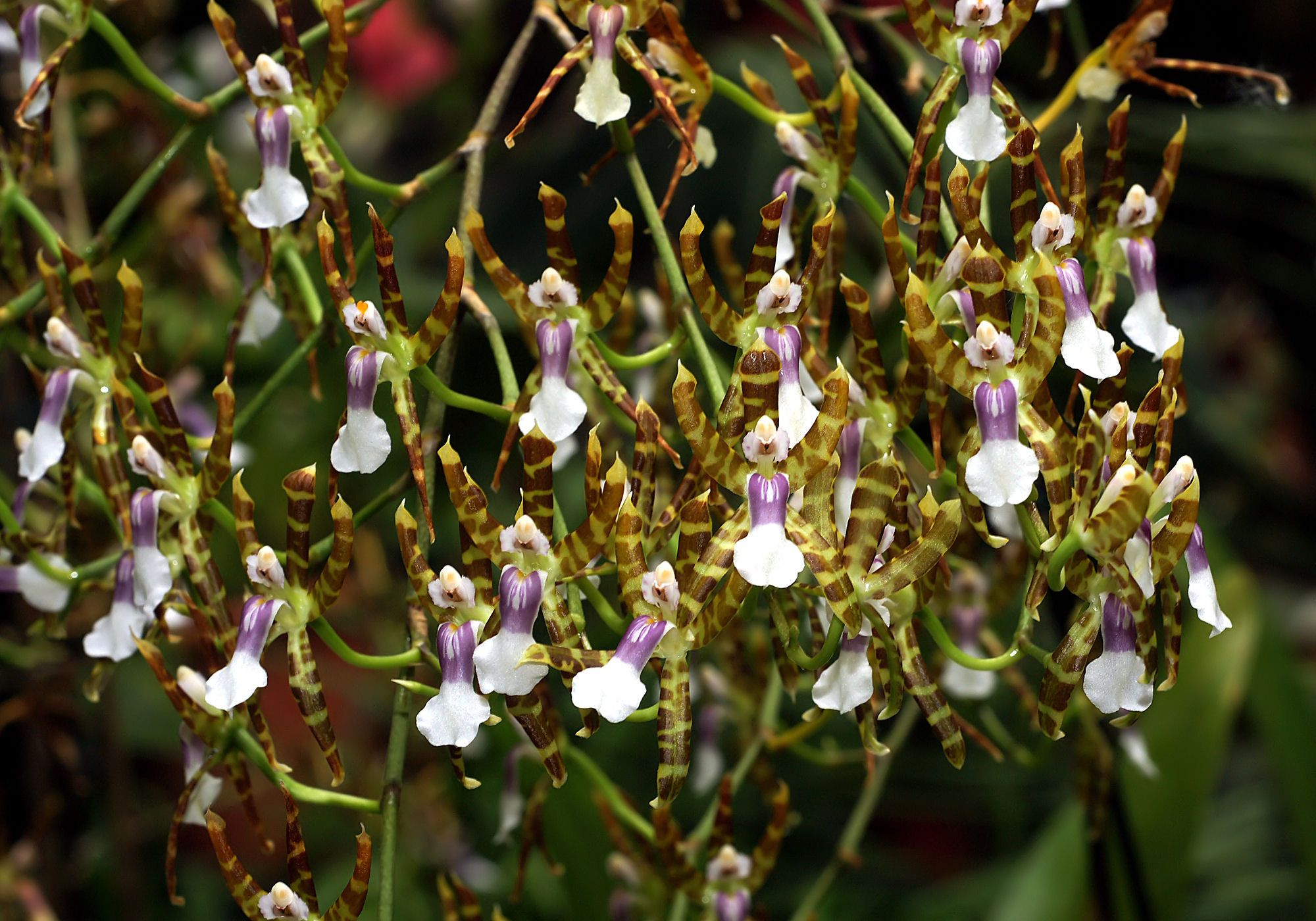